# آمبوازاری-آتسیمو
آمبوازاری-آتسیمو (به لاتین: Amboasary-Atsimo) یک منطقهٔ مسکونی در ماداگاسکار است که در آنوسی (ماداگاسکار) واقع شده‌است.